# حجاج (عزبة)
حجاج، عزبة تابعة لقرية أبو مندور، التابعة لمركز دسوق، التابع لمحافظة كفر الشيخ في جمهورية مصر العربية.